# Гестия Джустиниани

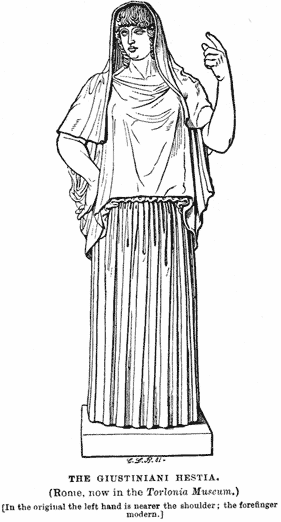
Рисунок статуи в словаре Dictionary of Classical Antiquities, 1894.

Гестия Джустиниани — мраморная скульптура Гестии, богини семейного очага и жертвенного огня в древнегреческой мифологии.
Римская копия греческой бронзы неизвестного автора, датируемая около 470 года до н. э., в настоящее находится в коллекции Музея Торлония в Риме. Названа в честь её первого владельца — банкира и коллекционера маркиза Винченцо Джустиниани. Это единственный известный вариант раннеклассической бронзы, который был воспроизведен в натуральную величину в мраморе для римской коллекции.

## История и описание
Статуя в коллекции Винченцо Джустиниани в его римском палаццо была известна с начала 1630-х годов по рисунку, выполненному для антиквара Кассиано Даль Поццо и была проиллюстрирована в каталоге галереи Джустиниани (Galleria Giustiniani), выпущенном под руководством немецкого историографа Иоахима фон Зандрарта во второй половине 1630-х годов. Затем изображение Гестии появилось в альбоме гравюр Франсуа Перье — «Segmenta nobilium signorum et statuarum quae temporis dentem invidium evasere» (Париж, 1638). В XIX веке «Гестия Джустиниани» была приобретена у наследников Джустиниани и помещена в Палаццо Корсини, принадлежащем семье Корсини, где была описана итальянским антикваром и историком искусства Эннио Квирино Висконти. После Второй мировой войны скульптура находилась на Вилле Альбани, принадлежащей семье Торлония; была восстановлена в 1990-х годах и после этого находилась в Палаццо Торлония. В настоящее время находится на вилле семьи Торлония Её высота — 193 см, инвентарный номер MT490.
Немецкий искусствовед, основоположник современных представлений об античном искусстве и археологии Иоганн Иоахим Винкельман считает «Гестию Джустиниани» примером строгой ранней стадии классической греческой скульптуры.